# Mont Rond (massif du Jura)
Pour les articles homonymes, voir Mont Rond, Montrond et Les Monts-Ronds.
Le mont Rond, parfois orthographié Montrond,, est un sommet du massif du Jura situé dans le département de l'Ain au-dessus de Gex et culminant à 1 614 mètres d'altitude.

## Toponymie
Depuis le 19 juillet 1972, un chemin porte son nom dans la commune de Pregny-Chambésy (canton de Genève), en Suisse, le chemin du Mont-Rond, du fait de la vue qu'il offre sur la montagne.

## Géographie
Le sommet du Grand Montrond est situé au sud-ouest du mont Rond. Il culmine à une altitude de 1 614 mètres. Le Petit Montrond culmine à 1 532 mètres, au nord-est du mont Rond.

## Activités
Le Petit Montrond accueille un espace de ski alpin et nordique ainsi qu'un centre de télédiffusion TV et radio, l'émetteur du mont Rond, principal émetteur français capté en Suisse romande, principalement dans la région genevoise, ainsi que dans les cantons de Vaud (excepté certaines régions du Jura vaudois) et de Fribourg (zone située à l'ouest des Préalpes).